# Карачарово (Собинский район)
Карачарово — село в Собинском районе Владимирской области России, входит в состав Куриловского сельского поселения.

## География
Село расположено на берегу Куриловского водохранилища реки Вежболовка (бассейн Клязьмы) в 2 км на восток от центра поселения деревни Курилово и в 13 км на север от райцентра города Собинка.

## История

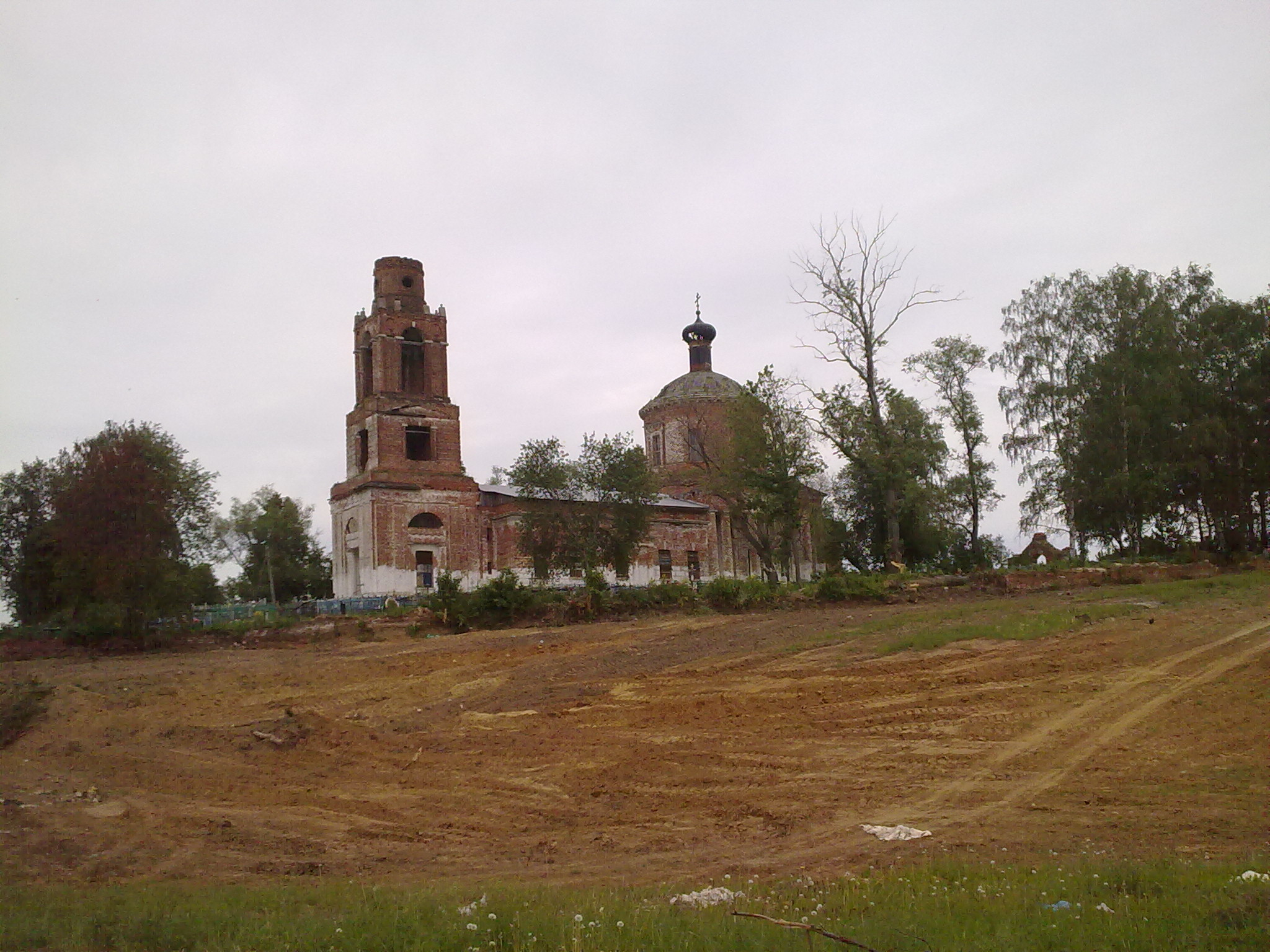
Церковь Успения Пресвятой Богородицы. 2012 год

В книгах патриаршего казенного приказа под 1628 годом записано: «церковь Успения Пречистой Богородицы да преподобного чудотворца Сергия в селе Карачарове, дани двадцать один алтын пять денег». В 1699 году церковь преподобного Сергия перестраивалась и была освящена вновь. Ныне существующая каменная церковь в честь Успения Пресвятой Богородицы, колокольня и ограда построены в 1837 году усердием прихожан. Престолов в церкви три: в холодной - в честь Успения Божией Матери, а в приделах теплых: в честь Божией Матери, именуемой «Взыскание погибших», и преподобного Сергия Радонежского чудотворца. Приход составлял село и 16 деревень, всех дворов в приходе 517, душ мужского пола 1513, женского 1569. В селе существовала церковно-приходская школа, помещалась в церковном доме, построенном вблизи храма.
В конце XIX — начале XX века село входило в состав Кузнецовской волости Владимирского уезда.
С 1929 года село являлось центром Карачаровского сельсовета Ставровского района, с 1932 года — в составе Собинского района, с 1945 года деревня вновь в составе Ставровского района, с 1959 года — в составе Юровского сельсовета, с 1965 года — в составе Собинского района, с 1976 года — в составе Куриловского сельсовета, с 2005 года — Куриловского сельского поселения.

## Население
| 1859 | 1905 | 1926 | 2002 | 2010 | 2021 |
| ---- | ---- | ---- | ---- | ---- | ---- |
| 325  | ↗477 | ↘409 | ↘40  | ↘31  | ↘20  |

## Достопримечательности
В селе находится действующая Церковь Успения Пресвятой Богородицы (1837).